# Сігуанг-Рі
Сігуанг Рі (Siguang Ri) (7309 м) — вершина хребта Махалангур-Гімал, в центральній частині Гімалаїв, найвищий пік за 6 км на північний схід від Чо-Ойю (8201 м). Розташована в Тибеті. Сігуанг Рі є 83-ю по висоті вершиною світу, але зовсім губиться на тлі близько розташованої гігантської стіни Чо-Ойю — Гьячунг Канг.
В 1999 р. здійснені сходження російських альпіністів на: Сігуанг Рі Сар (6998 м) по Південній стіні та Сігуанг Рі (7309 м) по Північній стіні.

## Ресурси Інтернету
- Семитисячники (нем.)
- «Гімалайський журнал»
- Siguang Ri
- Самые высокие горы, Сигуанг Ри (Siguang Ri)